# Unisex

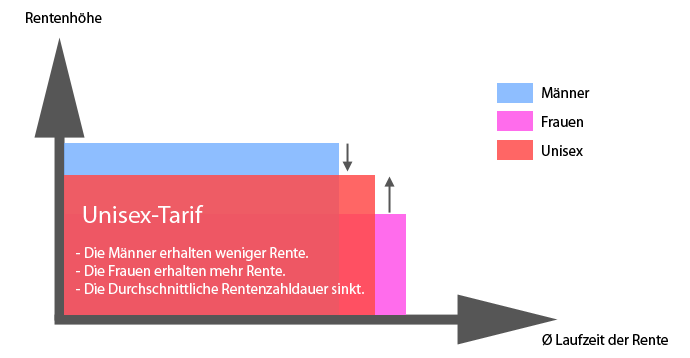
Grafische Erklärung von Unisex-Tarifen am Beispiel Rente

Der Begriff Unisex wird auf Einrichtungen, Begriffe und Produkte angewendet, die für alle Geschlechter gleichermaßen vorgesehen sind. Das Gegenteil von „Unisex“ stellt, in Bezug auf Einrichtungen, die institutionalisierte Geschlechtertrennung dar, bei Produkten spricht man von Gender Design.

## Beispiele

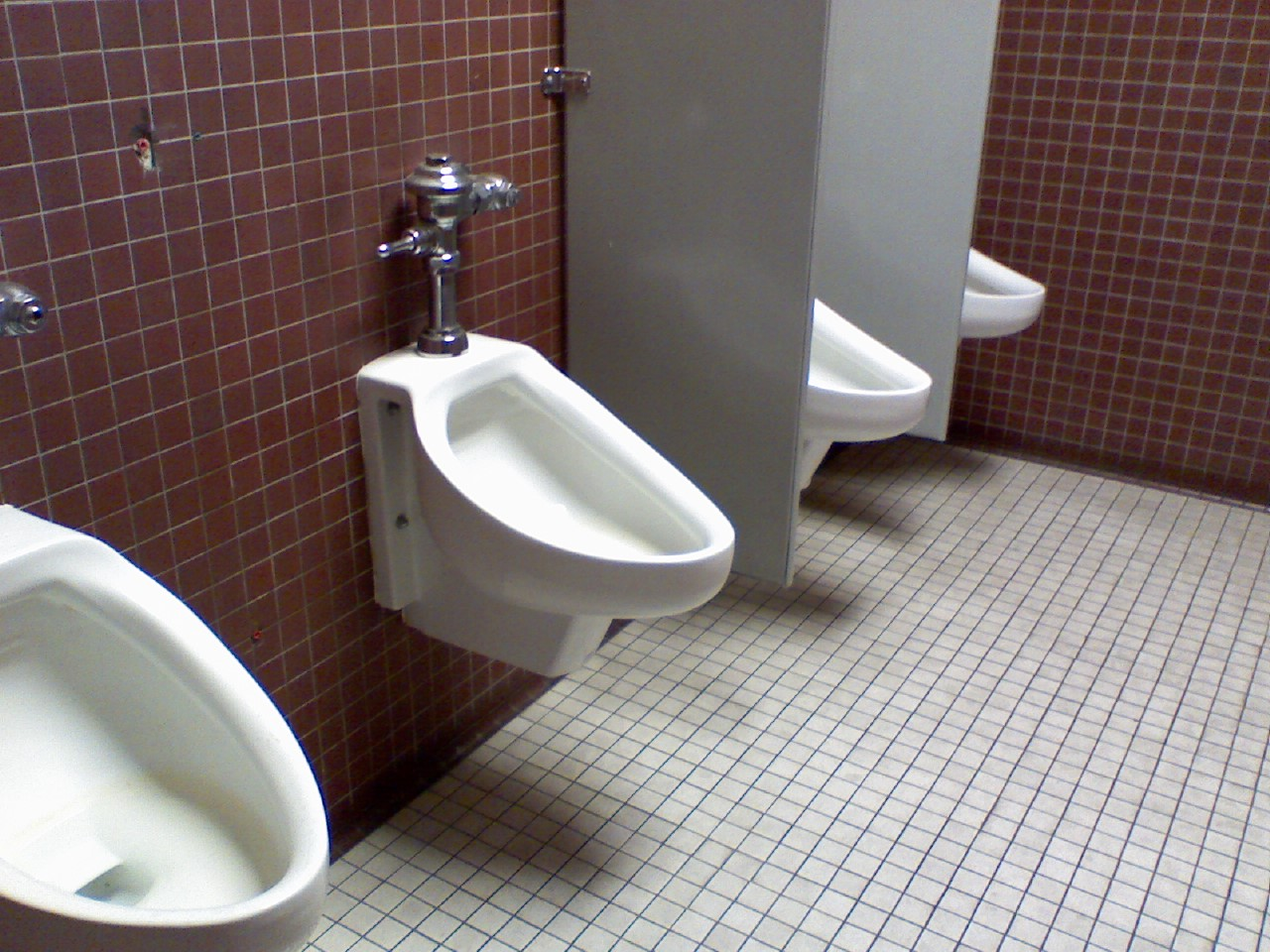
Unisex-Urinale können von allen Geschlechtern gleichermaßen benutzt werden

Heutige Beispiele hierfür sind vor allem T-Shirts, Jeans und Turnschuhe (Sneakers), daneben auch Strumpfhosen, Sportunterwäsche und sonstige Artikel der Freizeit-, Funktions- und Sportbekleidung sowie bestimmte Parfums, Uhrenmodelle oder Sonnenbrillen. Die Zuordnung von Modeartikeln in den Unisexbereich unterliegt kulturellen und geschichtlichen Bedingungen und hängt vom Rollenverständnis, der Geschmacksbildung und praktischen Erwägungen ab. So können ursprünglich geschlechtsspezifisch zugeordnete Kleidungsstücke allmählich auch von anderen Geschlechtern übernommen werden, wie es etwa bei der Jeans der Fall ist.
Es gibt Unisex-Toiletten, Unisex-Tarife im Versicherungswesen oder geschlechtsneutrale Unisexnamen. Als Unisex-Kleidung werden Kleidungsstücke und Accessoires bezeichnet, die von allen Geschlechtern getragen werden können.

## Wortzusammensetzung
Der Wortteil „uni“ kommt vom lateinischen „unus“, zu deutsch „eins“, und steht wie auch beim Begriff Uniform für die einheitliche Erscheinung, in diesem Fall bezogen auf die natürlichen Geschlechter (Sexus).